# Kernkraftwerk Embalse
Das Kernkraftwerk Embalse (spanisch Central Nuclear Embalse, CNE) in der Provinz Córdoba (Argentinien) befindet sich am südlichen Ufer eines Stausees am Río Tercero, in der Nähe der Stadt Embalse 110 km südwestlich der Provinz-Hauptstadt Córdoba. Es ist seit 1984 in Betrieb und besteht aus einem CANDU 6 - Reaktor. Eigentümer und Betreiber ist die Nucleoelectrica Argentina S.A.

## Bau und Betrieb
Der Bau des Kraftwerks begann im April 1974. Der Reaktor wurde am 13. März 1983 zum ersten Mal kritisch, am 25. April 1983 erstmals mit dem Stromnetz synchronisiert und ging am 20. Januar 1984 in den kommerziellen Leistungsbetrieb. Der Betreiber Nucleoelectrica Argentina S.A erneuerte den Reaktor ab 2015 um die Betriebsdauer bis nach 2030 zu verlängern, Anfang 2019 wurde er wieder in Betrieb genommen.

## Reaktor/Leistung
Es besteht aus einem CANDU-Reaktor vom Typ 6 mit einer elektrischen Nettoleistung von 600 MW und einer Bruttoleistung von 648 MW. Es arbeitet mit Natururan (0,72 % U235-Anteil), hat eine thermische Leistung von 2.109 MWth und ist das schwächere von zwei Kernkraftwerken in Argentinien, das etwa 4,5 % des argentinischen Bedarfs an elektrischer Energie bereitstellt. Das andere ist das Kernkraftwerk Atucha (Provinz Buenos Aires). Gebaut wurde die Anlage von einem italienisch-kanadischen Konsortium bestehend aus Atomic Energy of Canada Limited (AECL) und Italimpianti.

## Störfall
Im Kernkraftwerk ereignete sich am 30. Juni 1983 ein schwerer Störfall (Überhitzung des Kühlkreislaufs), der jedoch von Mitarbeitern unter Kontrolle gebracht werden konnte. 1986 kam es zu einem weiteren Störfall, als Schweres Wasser aus dem Kraftwerk trat. Beide Vorfälle wurden von den Verantwortlichen lange Zeit geheim gehalten, nur die Internationale Atomenergie-Organisation (IAEO) wurde informiert. Nur durch Nachforschungen gelang es den Medien, den Störfall an die Öffentlichkeit zu bringen. Bis 2007 ereigneten sich insgesamt zehn Störfälle.
Am 13. März 2013 drangen 40 Greenpeace-Aktivisten in das Kernkraftwerk ein und forderten das Ende der Nutzung der Kernenergie in Argentinien.

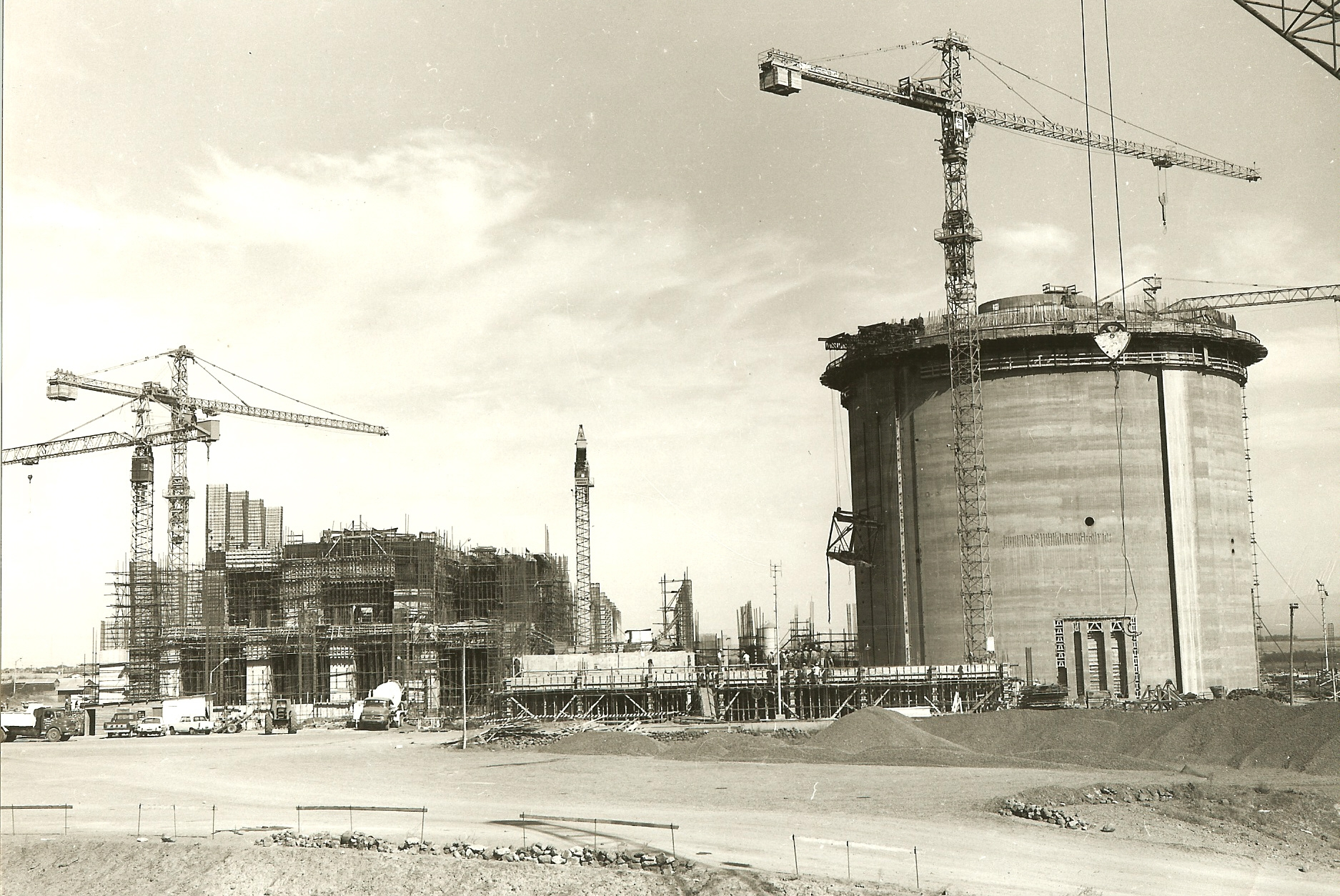
Das Kernkraftwerk während des Baus im Mai 1977
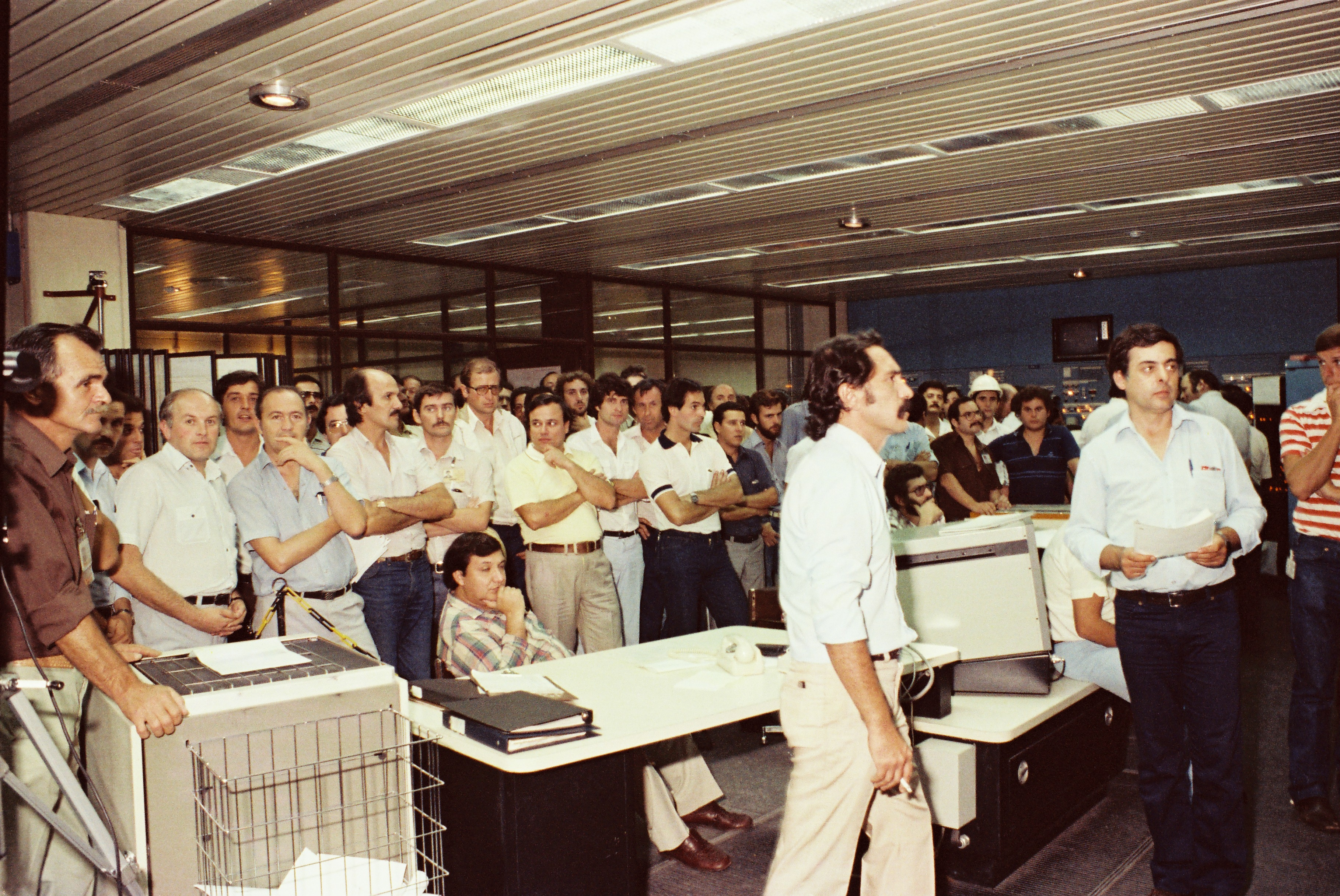
Die Belegschaft beim Erreichen der ersten Kritikalität des Reaktors

## Daten der Reaktorblöcke
Das Kernkraftwerk Embalse hat insgesamt einen Block:
| Reaktorblock | Reaktortyp | Netto- leistung | Brutto- leistung | Baubeginn     | Netzsyn- chronisation | Kommerzi- eller Betrieb | Abschal- tung |
| ------------ | ---------- | --------------- | ---------------- | ------------- | --------------------- | ----------------------- | ------------- |
| Embalse      | CANDU-6    | 600 MW          | 648 MW           | 1. April 1974 | 25. April 1983        | 20. Januar 1984         |               |